# Hansa-Automobil
Pour les articles homonymes, voir Hansa.

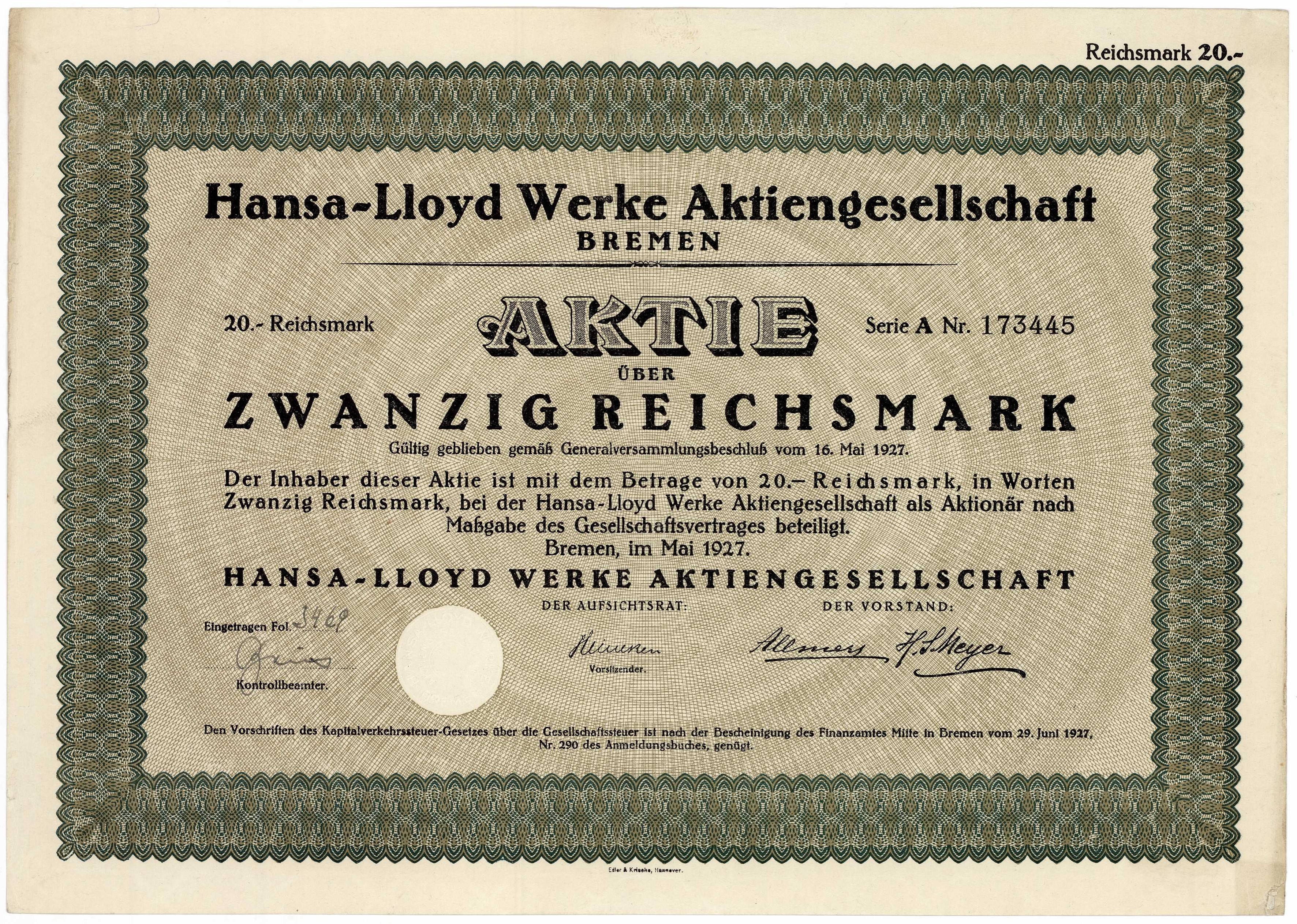
Action de la Hansa-Lloyd Werke AG en date de mai 1927.

Hansa-Automobil ou Hansa est une marque allemande fondée en 1905 à Varel. En 1914 elle devient Hansa-Lloyd, à la suite de sa fusion avec l'entreprise NAMAG (de) de Brême. Lors du premier conflit mondial elle produit surtout des camions, tel le "Hansa-Lloyd 3,5 t".
L'entreprise est rachetée par le groupe automobile Borgward en 1929, la production se concentrant dorénavant  uniquement à Brême. Borgward  continu la production de véhicules sous les marques "Hansa-Lloyd" (utilitaires) et  "Hansa" (voitures) jusqu'en 1939, date où ne s'applique plus que la marque "Borgward".
Hansa réapparait en 1957 pour désigner un modèle de voiture précédemment nommé Goliath, la Hansa 1100 modèle 57, fabriquée à environ 28 000 exemplaires. 
La marque disparait, en même temps que le groupe Borgward, en 1961.